# Freetonians SLIFA Football Club
Maillots
Le Freetonians SLIFA FC est un club de football de Freetown en Sierra Leone, en Afrique de l'Ouest. Le club joue actuellement en première division, la Sierra Leone Premier League.

## Histoire
Le club a été fondé en 2010 sous le nom de Mont Aureol SLIFA FC. En 2022, le club a été rebaptisé Freetonians SLIFA Football Club.

## stade
Le club joue ses matchs à domicile au mini stade Brima Attouga à Freetown. Le stade a une capacité de 1000 personnes.

## Liens Internet
- « Fiche de Freetonians SLIFA Football Club », sur soccerway.com
- Mount Aureol SLIFA FC in der Datenbank von globalsportsarchive.com